# National Automobile Museum
Das National Automobile Museum ist ein Automobilmuseum in Reno im US-Bundesstaat Nevada. Das Museum zeigt in seiner mehr als 200 Fahrzeuge umfassenden Sammlung seltene und historisch bedeutsame Oldtimer.

## Geschichte
Ein Großteil des Museumsbestandes ging aus der Automobil-Sammlung des Casino-Gründers William F. Harrah hervor. Dieser baute ab 1949 eine private Kollektion historischer Automobile auf, die schließlich ab dem 24. Februar 1962 mit einer Gesamtanzahl von 325 Fahrzeugen der Öffentlichkeit in einer Ausstellungshalle in Sparks, Nevada, zugänglich gemacht wurde. Beachtung fand die Ausstellung unter anderem durch die Präsentation des Thomas Flyer 4-60, auf welchem George Schuster 1908 das Rennen New York–Paris gewann. Im Laufe der Zeit vergrößerte Harrah seine Sammlung durch größere Ankäufe von anderen Sammlern, darunter Jack Nethercutt und Winthrop Rockefeller. Nach dem Tod von William Harrah im Jahr 1978 kaufte der US-amerikanische Hotelbetreiber Holiday Inn zwei Jahre später neben Harrahs Casinos auch dessen umfangreiche Sammlung seltener Fahrzeuge auf. Ursprünglich war vorgesehen, diese komplett zu zerschlagen und die einzelnen Objekte zu versteigern, jedoch führte der auf die Ankündigung dieser Pläne folgende öffentliche Aufschrei zu einem teilweisen Abrücken des Vorhabens. So sollten von der mittlerweile auf insgesamt etwa 1400 Fahrzeuge angewachsene Sammlung nun ein Anteil von 175 Exemplaren sowie die von Harrah aufgebaute umfangreiche Fach-Bibliothek an die Öffentlichkeit gespendet werden. Die übrigen Fahrzeuge wurden hauptsächlich in Auktionen von 1984 bis 1986 versteigert. Mithilfe privater und öffentlicher Fördergelder wurde ein Platz für die erhaltene Sammlung gesucht und das Museum konnte schließlich am 5. November 1989 in neuen Räumlichkeiten in Reno eröffnen. Weitere Objekte wurden der Ausstellung im Laufe der Zeit hinzugefügt, so dass das National Automobile Museum heute über eine Kollektion von insgesamt 209 Fahrzeugen verfügt.

## Ausstellung

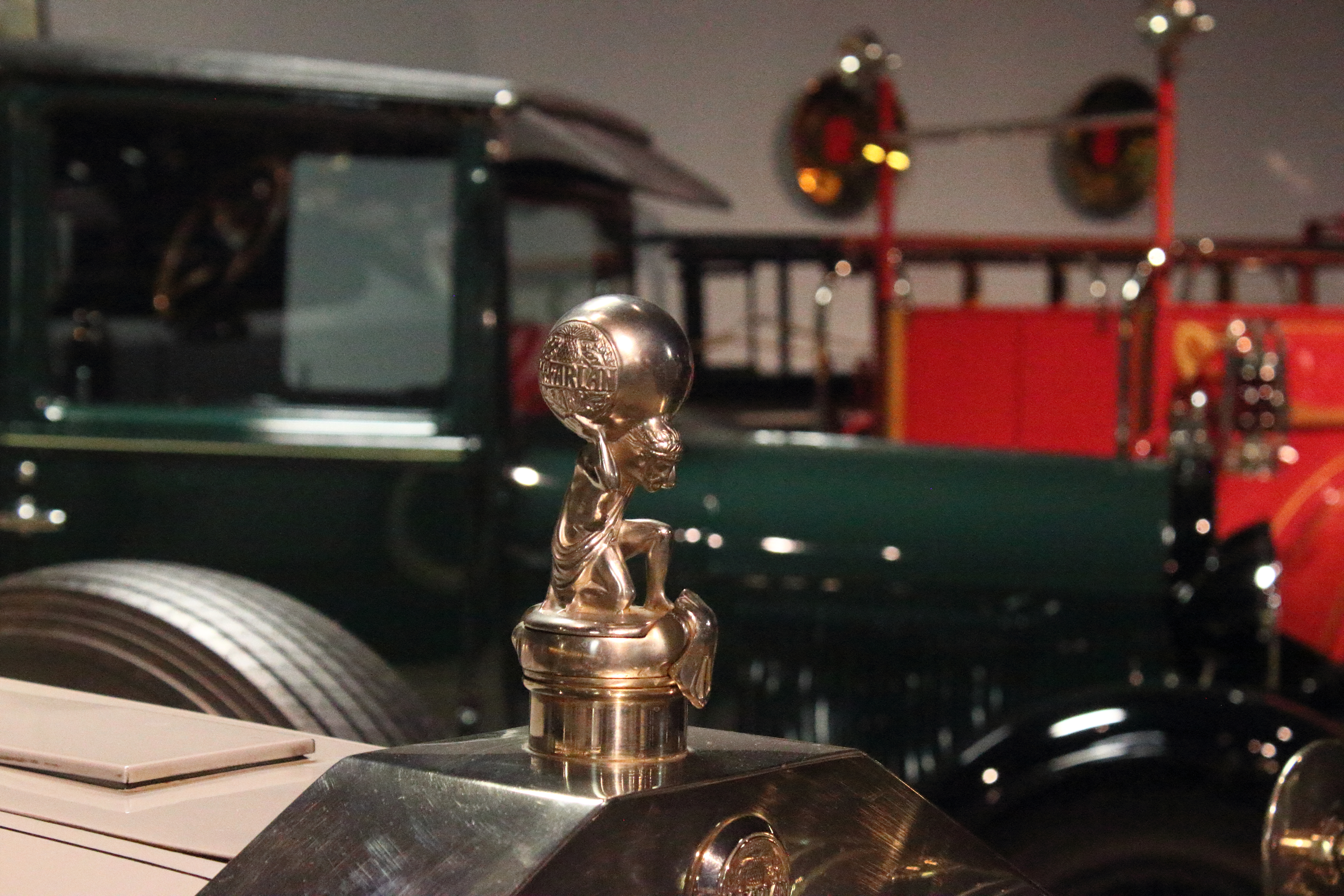
Fahrzeuge im National Automobile Museum

Die Ausstellung besteht, neben automobilbezogenen Objekten wie historischen Tanksäulen oder Werbeschildern, aus Fahrzeugen der Baujahre 1892 bis 2003 unterschiedlicher Hersteller mit einem Fokus auf US-amerikanische Fabrikate.
Zu den bedeutendsten Exponaten gehören:
- Der einzige produzierte Philion Road Carriage (Baujahr 1892)
- Das letzte noch existierende Packard Model B (Baujahr 1900)
- Eines von noch zwei bekannten De Dion-Bouton Vis-à-Vis von der De Dion-Bouton Motorette Company (Baujahr 1901)
- Der einzige produzierte Prototyp eines dampfbetriebenen Capitol Steam Chariot (Baujahr 1902)
- Das letzte noch existierende Adams-Farwell Model 6A (Baujahr 1906)
- Das Siegerauto des Rennens New-York-Paris, ein Thomas Flyer 4-60 (Baujahr 1907)
- Das letzte noch existierende Frontmobile (Baujahr 1918)
- Ein von zwei noch existierenden Chevrolet Copper-Cooled Serie M (Baujahr 1923)
- Das einzige produzierte Julian Sports Coupe (Baujahr 1925)
- Das letzte noch existierende Dymaxion-Car (Baujahr 1934)
- Das einzige produzierte Airomobile (Baujah 1937)
- Der einzige produzierte Phantom Corsair (Baujahr 1937)
- Ein Tucker Torpedo, Nummer 32 von 51 gebauten Exemplaren (Baujahr 1948)
- Einer von zwei im Rahmen einer Werbekampagne des Kreditkartenanbieters American Express produzierten vergoldeten DeLorean DMC-12 (Baujahr 1981)[3]

Daneben gehören auch einige Fahrzeuge mit berühmten Vorbesitzern zur Ausstellung. So befinden sich im Museum ein Ghia von Frank Sinatra aus 1961, eine Chevrolet Corvette von James Dean aus 1953 und ein Cadillac Eldorado von Elvis Presley aus 1973. Weitere prominente Vorbesitzer von Ausstellungsfahrzeugen sind Andy Griffith, Elliott Gould, Mary Pickford und Sammy Davis Jr. Einige Objekte der Ausstellung dienten als Filmrequisiten, darunter ein Rambler aus 1912 für den Film Titanic und ein Mercury 9CM aus 1949 für den Film … denn sie wissen nicht, was sie tun. Zusätzlich zur Dauerausstellung werden Fahrzeuge, die dem Museum nur als vorübergehende Leihgabe überlassen wurden, in wechselnden Sonderausstellungen gezeigt, so war beispielsweise ein Lincoln Futura-Konzeptfahrzeug (Baujahr 1955), das ab 1966 in der TV-Serie Batman in umgebautem Zustand als Batmobil verwendet wurde, ab 2022 für mehrere Monate im Museum zu sehen.

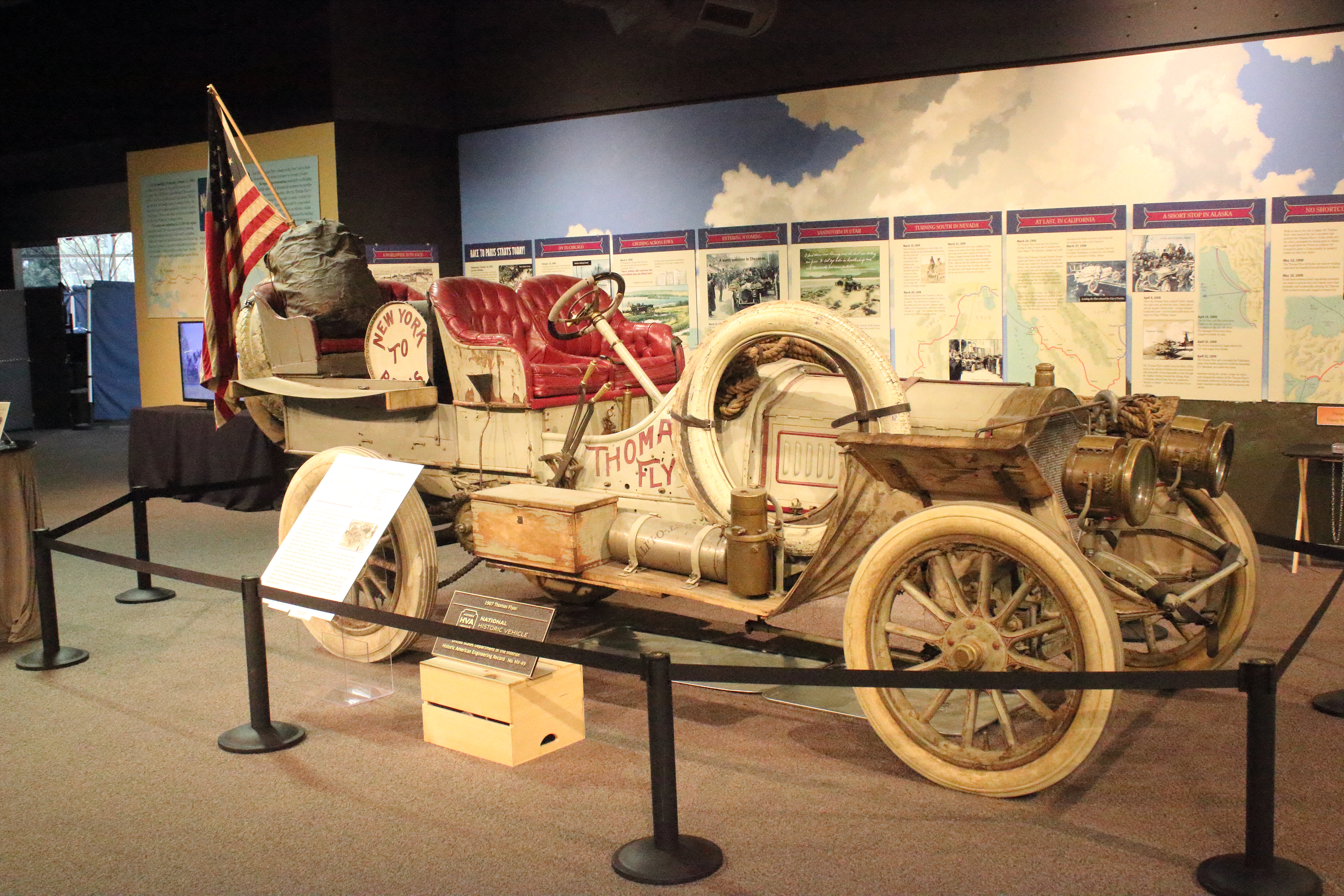
Thomas Flyer 4-60
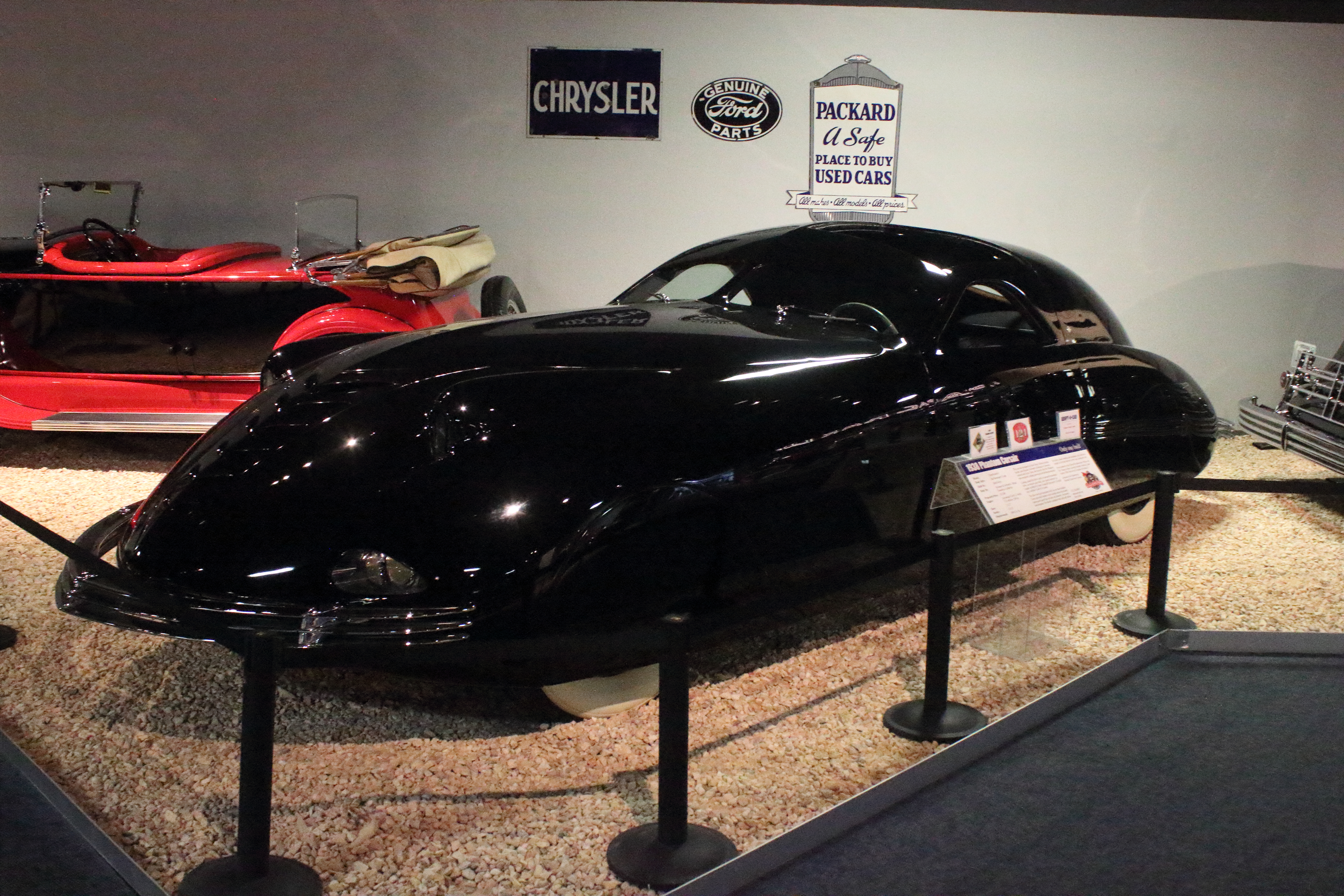
Phantom Corsair
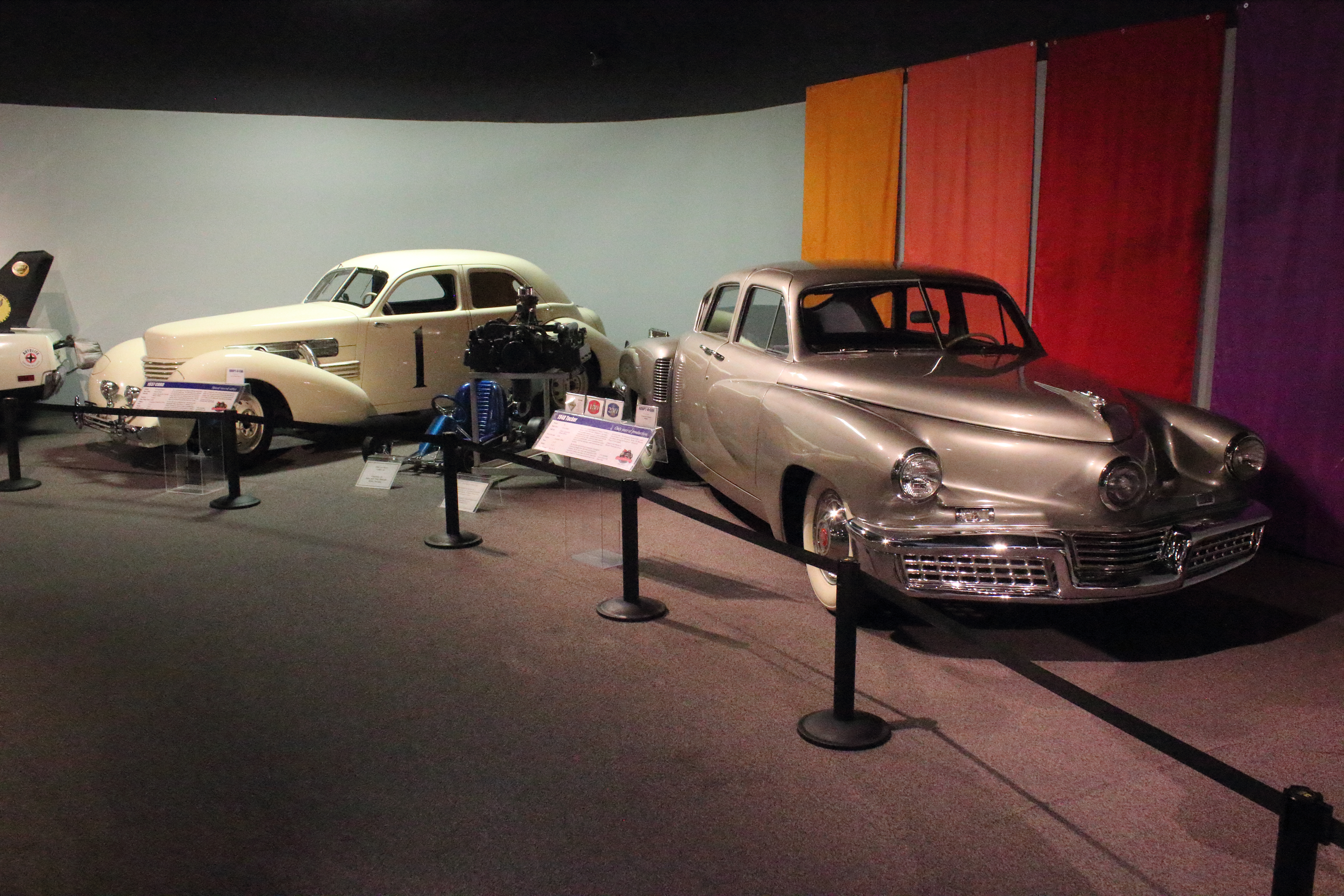
Cord 812 und Tucker Torpedo
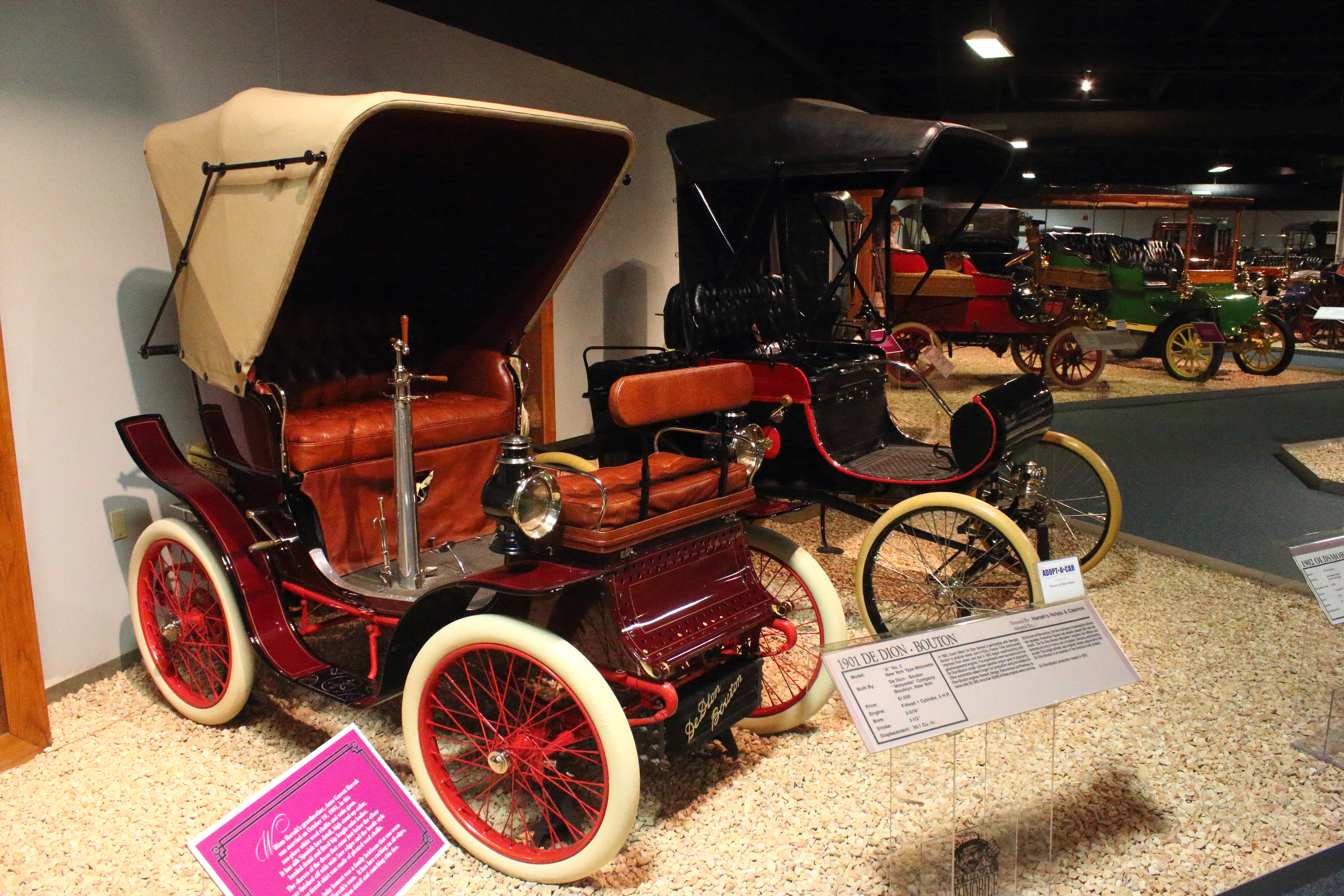
De Dion-Bouton Vis-à-Vis von der De Dion-Bouton Motorette Company (im Vordergrund) und Oldsmobile R
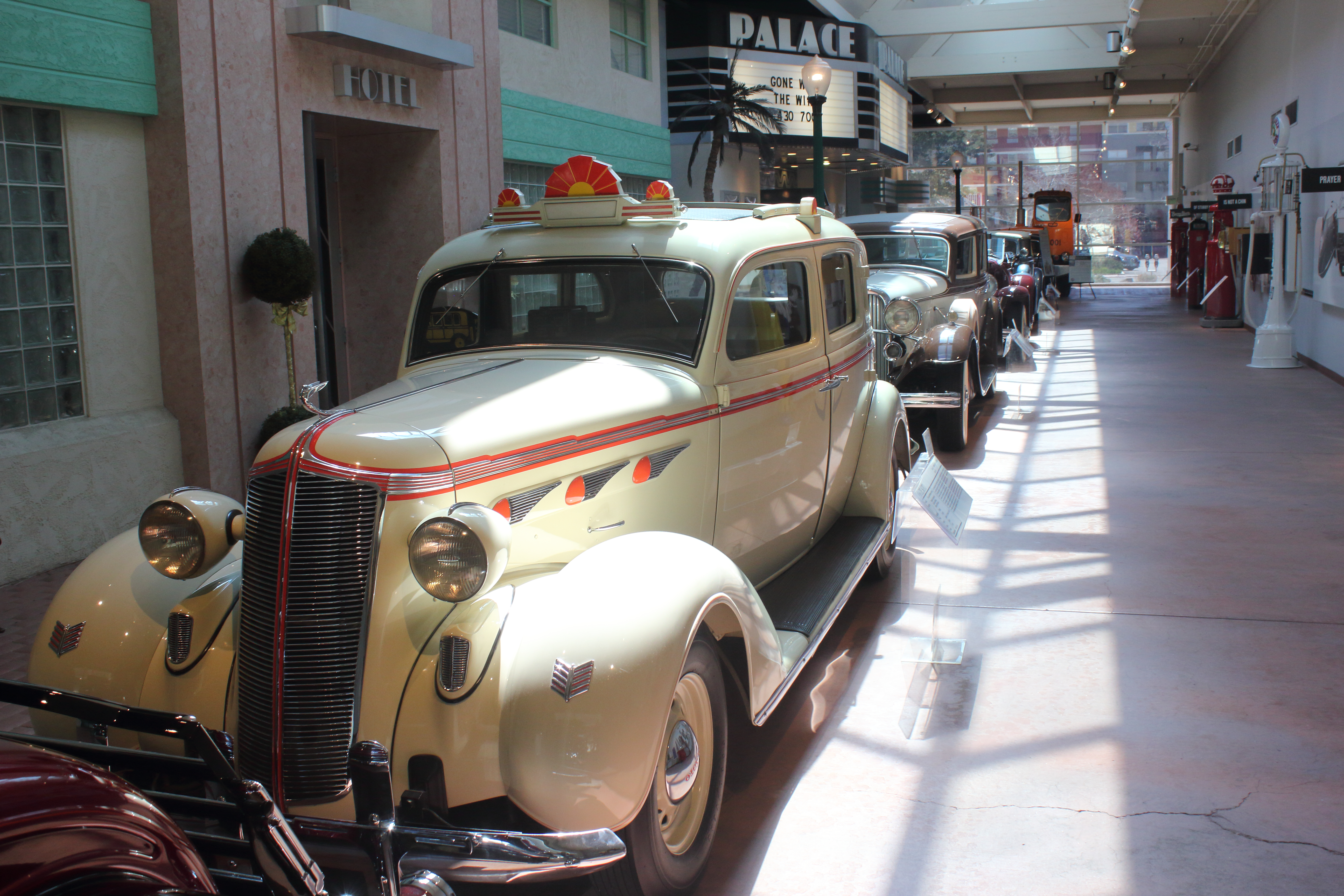
DeSoto Airstream (im Vordergrund)